# Grădiștea (župa Călărași)
Grădiștea je rumunská obec v župě Călărași. V roce 2011 zde žilo 4 853 obyvatel. Území obce leží u hranic Rumunska s Bulharskem, které zde tvoří řeka Dunaj. Obec se skládá ze čtyř částí.

## Části obce
- Grădiștea – 2 123 obyvatel
- Bogata – 645
- Cunești – 882
- Rasa – 1 203